# ユール・クリス
ユール・クリス（Christopher Yule、1975年3月29日 - ）は、カナダ連邦アルバータ州エドモントン出身のアイスホッケー選手である。日本国籍。ポジションはフォワード、センター。

## 経歴
幼少期よりアイスホッケーを始め、アーチ・ビショップ・オライリー高校へと進学し頭角を現す。カナダ時代にはアルバータ州のジュニアリーグで優勝、個人でも活躍しMVPを獲得した。

### 来日、コクド時代
1994年、19歳で日本アイスホッケー強化のため複数の日系外国人ホッケー選手と共に来日し、同年コクドに入団。デビューした1994-1995シーズンに23ゴールをマークし、新人賞を獲得した。
1997年に日本国籍を取得し、1998年長野五輪代表にも選出された。大会では予選、順位決定戦計4試合に出場した。
2000-2001シーズンはレギュラーシーズンに20得点、雪印とのプレイオフ第2戦でハットトリック、第3戦で2ゴール、合計5ゴールをマーク、コクド優勝に貢献しMVPを獲得した。
2001-2002シーズンにはレギュラーシーズンで28得点、プレーオフでも計6得点をあげる大活躍をみせた。レギュラーシーズン4位という逆境から逆転優勝を果たす原動力となり、2年連続でMVPを獲得した。
2003-2004シーズン、これまで参加していた日本アイスホッケーリーグが同シーズンをもって休止となり、同年にアジアリーグアイスホッケー（ALIH）が新たに発足された。初年度よりコクドがALIHに加盟した事により、以降活動の場をALIHへと移すこととなった。
同季日本リーグにおいては前期初戦に1アシストを記録するも2戦目以降長期離脱し、前・後期通算で出場10試合、6得点4アシストという結果となった。チームとしては前・後期ともに征し完全優勝を果たし、自身としてもリーグ通算150ゴールを達成し花を添えた。
日本リーグ前・後期の間に開催された同季アジアリーグでは、離脱した状態で開幕を迎え12月に復帰、最終的に9試合に出場し、レギュラーシーズンを通し5得点、6アシストに終わった。
2004-2005シーズンにチームがプレーオフで前年覇者の日本製紙クレインズを破りアジアリーグを初制覇。レギュラーシーズンで21得点、25アシストを記録。ポストシーズンにおいては5得点、5アシストの活躍で全選手中最多となる10ポイントを記録した。
2005-2006シーズンにはレギュラーシーズンで21得点、30アシストでチーム最多のポイント数51を記録。プレーオフでも5得点、8アシストと安定した活躍をみせ、アジアリーグ初となる連覇に大きく貢献した。
2006-2007シーズンより所属するコクドがプリンスホテルと合併した事に伴い、新たにチーム名をSEIBUプリンスラビッツとし、体制が再編された。新体制となったこの年も引き続き主力として活躍し、レギュラーシーズンではチーム最多の21得点をあげた。
2007-2008季レギュラーシーズンでは、得点は10と奮わなかったものの25アシストを記録、チームもリーグ戦を制覇した。しかしプレーオフではゴール、アシスト共に得られず、自身アジアリーグ参加後初となる0ポイントに終わった。一方で、リーグ中に開催された全日本選手権では決勝戦でアシストを決めるなど、コクド時代以来４年ぶりの優勝に貢献した。また、このシーズンをもって、来日以来コクド時代から足かけ14年間在籍したプリンスラビッツを退団した。

### 日本製紙クレインズ時代、引退
2008-2009シーズンから日本製紙クレインズに移籍した。移籍初年度よりチームの中心として活躍し、レギュラーシーズンでは共にチーム最多となる19得点、25アシストを記録。プレーオフでも11得点、10アシストと活躍し、レギュラーシーズン4位というポジションからの逆転優勝を後押しした。
2009-2010シーズンにアジアリーグレギュラーシーズン通算100得点を記録、2011-2012シーズンには伊藤雅俊の記録を抜き、当時のアジアリーグアイスホッケーレギュラーシーズン最多得点記録保持者となった。
2012-2013シーズンをもって日本での19季19年の競技生活を終え、2013年春に引退した。

### 現役復帰
引退後は妻の故郷であるオーストラリアに移住し競技から離れていたが、プライベートでホッケーをプレイしていた際にオーストラリアン・アイスホッケーリーグ（AIHL）のメルボルン・アイスのスタッフよりトライアウトへと誘われ入団、41歳にして2016年に現役復帰を果たした。
復帰後初シーズンとなった2016シーズンはメルボルン・アイスでレギュラーシーズン13得点、19アシストを記録し、チーム4年ぶりのリーグ戦制覇に貢献した。しかしプレーオフではゴールを得られずポイントは1アシストに終わり、チームも敗退した。

## 人物
カナダ時代はチームで小さい選手であったため、スピードやハンドリングを工夫してプレースタイルを確立した。また、来日する以前からの趣味としてローラーブレード、バスケットボールを嗜んでいる。
元日系カナダ人であり、五輪代表に選出された際には日本代表のジャージを枕の上に置いて寝たという。オリンピックの思い出として、オーストリアとの順位決定戦、その勝利に会場が熱狂した光景をあげている。
妻はオーストラリア人で、二人の娘が居る。現役引退後に家族でオーストラリアのメルボルンへと移り住んだ。
日本での選手生活時の背番号は「75」であったが、オーストラリアで現役復帰した際には「9」をつけた。これは幼少期アイスホッケーに親しんだ頃の背番号であり、競技復帰に際しアイスホッケーをプレーする楽しみを改めて思い出した事にちなむ。